# 6816 Барбкоен
6816 Барбкоен (6816 Barbcohen) — астероїд головного поясу, відкритий 2 березня 1981 року.
Тіссеранів параметр щодо Юпітера — 3,581.